# جون سكوت هاريسون
جون سكوت هاريسون (بالإنجليزية: John Scott Harrison)‏ (و. 1804 – 1878 م)هو سياسي من الولايات المتحدة الأمريكية . ولد في فينسينس .
وهو عضو في حزب اليمين .
توفي في نورث بند .